# Jean-Pol
Jean-Paul van den Broeck (Leuven, 15 maart 1943) is een Belgisch striptekenaar, werkzaam onder het pseudoniem Jean-Pol.

## Levensloop
Jean-Pol studeerde aan Sint-Lukashogeschool in Brussel. Zijn eerste strip Calypso is haantje de voorste verscheen in 1963 in het stripblad Ohee. Van 1964 tot 1975 werkte hij regelmatig samen met de Franse scenarist Jacques Acar aan diverse strips. In 1966 werd hij de assistent van Hurey waarna hij de strip De Lustige Kapoentjes van hem overnam. Nadien maakte hij onder meer nog de strips Annie en Peter, Kramikske en Samson en Gert.
In 1995 nam hij de strip Sammy over van Berck die hij verderzette tot 2009.

## Series

### Scenario en tekeningen
- Pickelby
- De Appelclub, een losstaand verhaal (1979)
- Annie en Peter
- Kabouter Plop
- Kramikske
- Samson en Gert

### Tekeningen
- Sammy (scenario Raoul Cauvin)
- Willie Wervelwind (scenario Karel Verleyen)
- Jip (scenario Karel Verleyen (Carl Ley) en Armand Sorret (Kilt))

## Erkenningen
Hij kreeg in 1981 de Bronzen Adhemar toegekend.
In 2015-2016 werd een tijdelijke expo in het Belgisch Stripcentrum aan hem gewijd.